# 낙화암
낙화암(落花岩)은 대한민국 충청남도 부여군 부소산에 있는 화강암 바위로 660년 백제의 수도 사비성이 함락될 때 삼천 궁녀가 떨어졌다는 전설이 전해지는 곳이다. 1984년 5월 17일 충청남도의 문화재자료 제110호로 지정되었다.

## 개요
백제 의자왕 20년(660년) 나(羅)·당(唐) 연합군의 공격으로 백제의 수도 사비성이 함락될 때, 백제의 3천 궁녀가 이곳에서 백마강(白馬江)을 향해 몸을 던졌다는 전설에서 유래한 바위이다. 그러나 실제로 백마강(白馬江)을 향해 삼천 궁녀가 뛰어들었다고 장담할 수 없다. 낙화암은 삼천 궁녀가 다 올라갈 수 없을 만큼 좁다.
낙화암 절벽 위에는 1929년에 궁녀들을 추모하기 위해 육각형의 《백화정》 정자를 건립하였다. 아래에는 송시열(1607-1689)의 글씨로 전하는 '낙화암'(落花岩)이라고 조각된 글씨가 새겨져 있다.
궁녀에 대한 내용이 언급된 최초의 기록은 일연의 《삼국유사》 권1 태종춘추공(太宗春秋公)조인데, 다음과 같다.
[百濟古記云『扶餘城北角有大岩, 下臨江水, 相傳云, 義慈王與諸後宮知其未免, 相謂曰“寧自盡, 不死於他人手.”相率至此, 投江而死, 故俗云墮死岩.』 斯乃俚諺之訛也. 但宮人之墮死, 義慈卒於唐, 唐史有明文.]
《백제고기(百濟古記)》에 말하였다. "부여성 북쪽 모서리에 큰 바위가 있어 그 아래로 강물에 임하였는데 서로 전하기를, 의자왕과 여러 후궁은 화를 면하지 못할 것을 알고 차라리 자진할지언정 남의 손에 죽지 않겠다. 하여 서로 이끌고 강수에 몸을 던져 죽었다 하므로 세상에서는 타사암(墮死岩)이라고 부른다." 이는 속설의 와전이다. 궁녀들은 그곳에서 떨어져 죽었겠지만, 의자왕이 당에서 죽었다 함은 당사(唐史)에 명백히 기록되어 있다.

《삼국유사》는 실제 역사와는 다른 전설도 포함되어 있고 당시 궁궐터를 가지고 분석해 본 결과로는 3천 명이나 되는 인원을 수용할 수 없다는 지적도 있다. 그 뒤 고려 시대에 '낙화암'이라는 이름이 나오고 안정복의 《동사강목(東史綱目)》 권2에서 “여러 비빈”(諸姬)이라고 표현한다. '3천'이라는 수효를 대상으로 한 첫 언급은 조선 초의 문신 김흔(金訢, 1448~?)이 '낙화암'이란 시에서 “삼천의 가무 모래에 몸을 맡겨/꽃 지고 옥 부서지듯 물 따라 가버렸도다(三千歌舞委沙塵 / 紅殘玉碎隨水逝)”라고 읊은 것이 최초였다. 이후 윤승한(尹昇漢)의 소설 <김유신>(野談社, 1941년)에서 '3천 궁녀'라는 말을 직접적으로 사용했고 이홍직(李弘稙)이 쓴 《국사대사전》(지문각, 1962년)의 '낙화암' 항목에서 공식적으로 쓰이게 되었다. 결국 근대 이전에 “삼천궁녀”를 기록한 역사서는 존재하지 않는 셈이다.

## 같이 보기
- 백제
- 부여군의 지질

## 참고 문헌
- 낙화암 - 국가유산청 국가유산포털